# Mrákotín u Skutče

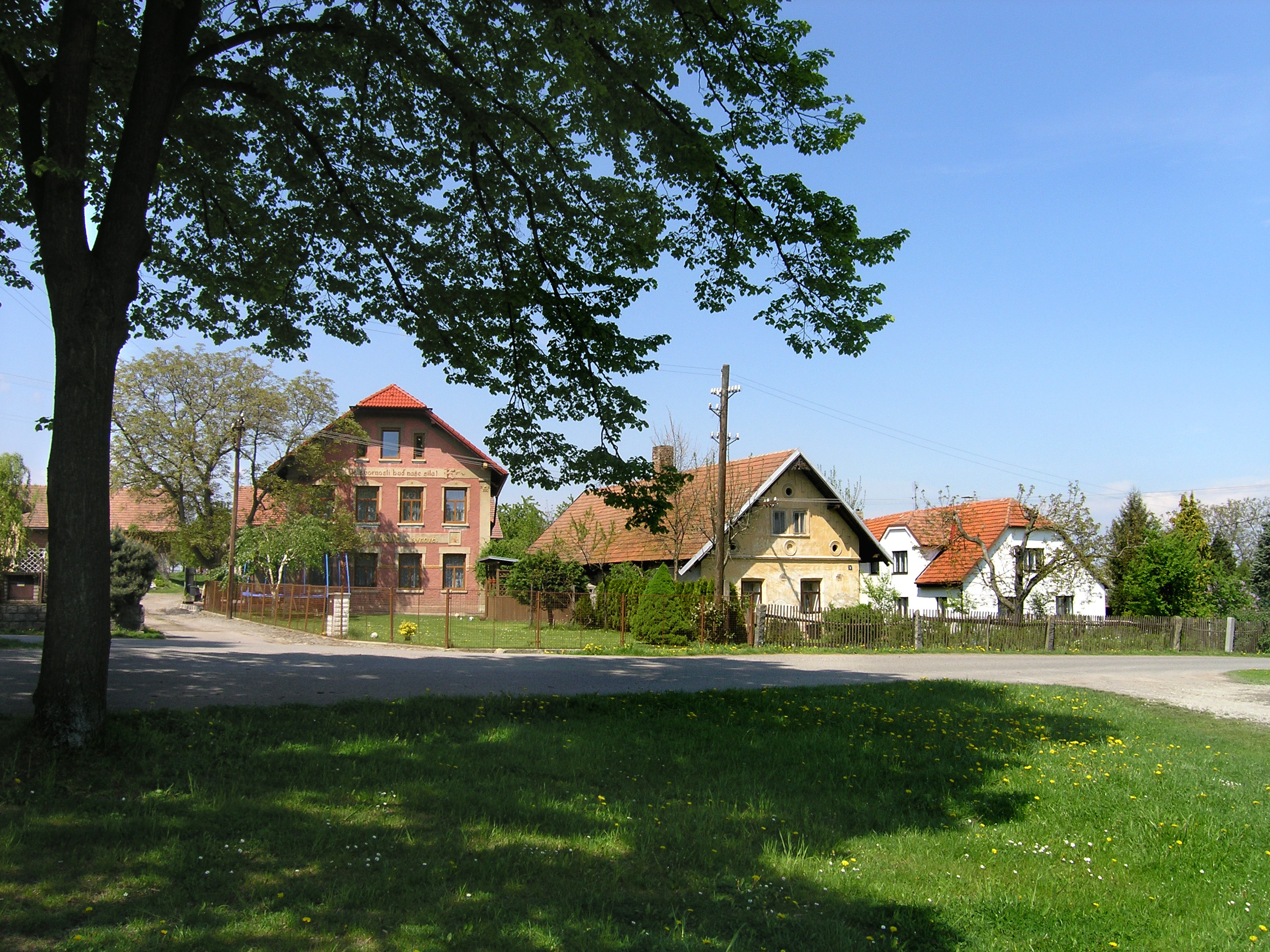
Dorfplatz

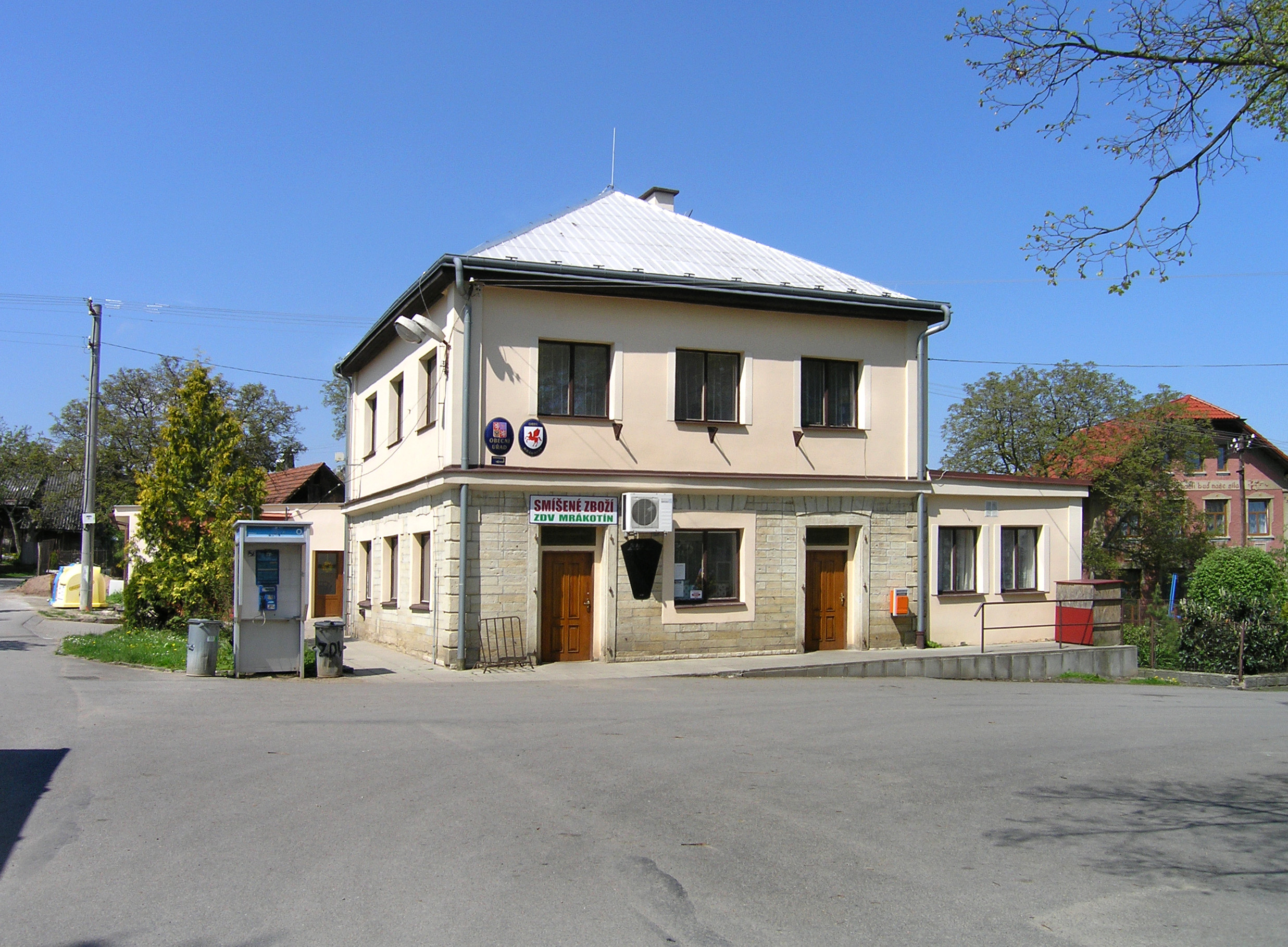
Gemeindeamt

Mrákotín (deutsch Mrakotin) ist eine Gemeinde in Tschechien. Sie liegt fünf Kilometer südwestlich von Skuteč und gehört zum Okres Chrudim.

## Geographie
Mrákotín befindet sich am Bach Mrákotínský potok in der Skutečská pahorkatina (Skutscher Hügelland). Auf dem Gemeindegebiet liegen zahlreiche abgesoffene Steinbrüche.
Nachbarorte sind Horní Prosetín im Norden, Malinné und Žďárec u Skutče im Nordosten, Radčice im Osten, Oldřetice und Pokřikov im Südosten, Raná, Oflenda und Medkovy Kopce im Süden, Holetín im Südwesten, Hůrka im Westen sowie Tisovec, Dřeveš, Dřevešský Dvůr und Mokrýšov im Nordwesten.

## Geschichte
Die erste schriftliche Erwähnung des zur Richenburg gehörigen Dorfes erfolgte im Jahre 1456. Benannt ist der Ort nach einer Person namens Mrákot. Im 16. und 17. Jahrhundert war das Dorf Sitz eines Rychtář. Das älteste Siegel der Rychta findet sich auf dem Verneuerten Buch der Rychta Mrákotín aus dem Jahre 1695; es zeigt ein Flügelpferd mit der Umschrift Pečeť richti Mrákotski. 
Im Jahre 1835 bestand das im Chrudimer Kreis gelegene Rustikaldorf Mrakotin aus 42 Häusern, in denen 398 Personen lebten. Im Ort gab es eine Mühle, in der Umgebung wurden Granitsteinbrüche betrieben. Haupterwerbsquellen bildeten der mäßig ertragreiche Feldbau sowie der Handel mit Flachs und Leinprodukten. Pfarrort war Ranna. Bis zur Mitte des 19. Jahrhunderts blieb Mrakotin der Herrschaft Richenburg untertänig.
Nach der Aufhebung der Patrimonialherrschaften bildete Mrákotín ab 1849 mit dem Ortsteil Oflenda eine Gemeinde im Gerichtsbezirk Skutsch. Ab 1868 gehörte die Gemeinde zum politischen Bezirk Hohenmauth. 1869 hatte Mrákotín 402 Einwohner. Die Freiwillige Feuerwehr wurde 1895 gegründet. Im Jahre 1900 lebten in dem Dorf 399 Personen, 1910 waren es 404. 1930 hatte Mrákotín 499 Einwohner. 1949 wurde die Gemeinde dem neu gebildeten Okres Hlinsko zugeordnet, seit 1961 gehört sie zum Okres Chrudim. Mit Beginn des Jahres 1976 wurde Mrákotín nach Prosetín eingemeindet. Seit dem 1. Januar 1995 besteht die Gemeinde Mrákotín wieder, seit 1996 führt sie ein Wappen und Banner. Beim Zensus von 2001 bestand die Gemeinde aus 115 Häusern und hatte 354 Einwohner; in den 102 Häusern des Dorfes Mrákotín lebten 314 Personen. 

## Gemeindegliederung
Die Gemeinde Mrákotín besteht aus den Ortsteilen Mrákotín (Mrakotin) und Oflenda.
Das Gemeindegebiet bildet den Katastralbezirk Mrákotín u Skutče.

## Sehenswürdigkeiten
- Kapelle auf den Dorfplatz von Mrákotín
- Kapelle des hl. Isidor, in einem Wäldchen östlich von Mrákotín
- Gedenkstein für die Gefallenen des Ersten Weltkrieges